# Непокрытый убыток
Непокрытый убыток (англ. uncovered loss) — это сумма убытков, не покрытых в установленном законодательством порядке за счёт собственных источников, отражаемая в бухгалтерском балансе акционерных, иных обществ и других организаций.

## Нераспределённая прибыль и непокрытый убыток: общее и различия
Нераспределённая прибыль — это счёт бухгалтерского учёта нераспределённой прибыли, которую получила фирма в результате всей своей деятельности в отчётном периоде.

Непокрытый убыток — это счёт бухгалтерского учёта убытков, которые понесла фирма за время ведения всех видов деятельности за предыдущие отчётные периоды.

Эти термины являются абсолютными показателями эффективности работы предприятия. В бухгалтерском учёте существенных отличий нет, кроме разницы в проводках по дебету и кредиту. Как правило (хотя и не всегда) убыток покрывают остатками прибыли предшествующих лет, резервным фондом, уставным или добавочным капиталом. Прибыль в отчётном году по решению собственников распределяют по ряду направлений. Нераспределённая прибыль, входящая в состав пассива баланса, фактически увеличивает собственный капитал хозяйствующего субъекта. Это констатирует эффективность вложенных активов в производство. Детальный анализ покажет, за счёт каких именно факторов удалось достичь прибыли. В Бухгалтерском балансе (форма №1) сумма убытка отражается со знаком «-» и берётся в круглые скобки. При его наличии необходимо тщательно проанализировать причины. Это может быть как отрицательный результат продаж и падение конкурентоспособности продукции, так и временное явление при больших инвестициях в производство, которые медленно окупаются Архивная копия от 15 июля 2017 на Wayback Machine.

В строке 1370 баланса отражают сумму убытков прошлых лет (отчётного года), не покрытых соответствующими источниками финансирования. Ее вписывают в круглых скобках. Она уменьшает итог раздела III баланса Архивная копия от 11 ноября 2017 на Wayback Machine.

## Формирование убытка
Убыток может образоваться в результате:
1. превышения расходов над доходами по финансово-хозяйственной деятельности и внереализационным операциям Архивная копия от 11 ноября 2017 на Wayback Machine;
2. выявления в отчётном году существенных ошибок прошлых лет (пп. 1 п. 9 ПБУ 22/2010) Архивная копия от 11 ноября 2017 на Wayback Machine;
3. изменения учетной политики (п. 16 ПБУ 1/2008) Архивная копия от 11 ноября 2017 на Wayback Machine.

Увеличение сальдо непокрытого убытка, отражаемое по дебету счёта 84, происходит за счёт отражения убытка отчётного года, который списывается на счёт 84 со счёта 99 «Прибыли и убытки» заключительными оборотами декабря отчётного года. Показатель непокрытого убытка увеличивает исправление в отчётном периоде существенных ошибок прошлых лет, совершённых компаниями, не являющимися малыми предприятиями, которые привели к занижению расходов в периоде совершения ошибок (пп. 1 п. 9, п. 14 ПБУ 22/2010). Погашение непокрытого убытка за счёт соответствующих источников отражается по кредиту счета 84 «Нераспределённая прибыль (непокрытый убыток)» в корреспонденции со счетами Архивная копия от 30 ноября 2016 на Wayback Machine:
1. 80 «Уставный капитал» - при доведении величины уставного капитала до величины чистых активов организации в связи с погашением убытка за счёт превышения величины уставного капитала над величиной чистых активов организации Архивная копия от 30 ноября 2016 на Wayback Machine;
2. 82 «Резервный капитал» - при направлении на погашение убытка средств резервного капитала Архивная копия от 30 ноября 2016 на Wayback Machine;
3. 75 «Расчеты с учредителями» - при погашении убытка за счет целевых взносов участников (акционеров) Архивная копия от 30 ноября 2016 на Wayback Machine.

## Причины получения непокрытого убытка
1. получение фактического отрицательного финансового результата от деятельности компании из-за превышения затрат над доходами Архивная копия от 19 ноября 2016 на Wayback Machine;
2. оказавшие влияние на финансовое состояние компании изменения в учетной политике (об этом непосредственно сказано в п. 16 Положения о бухучете 1/2008) Архивная копия от 19 ноября 2016 на Wayback Machine;
3. найденные в текущем году ошибки, допущенные в прошлые годы, которые повлияли на финансовый результат (подп. 1 п. 9 Положения о бухучете 22/2010) Архивная копия от 19 ноября 2016 на Wayback Machine.

## Списание убытка
Убыток (как прошлых лет, так и текущего года) может покрываться за счет резервного капитала (фонда) и целевых взносов собственников фирмы. Если имеющихся источников для погашения непокрытого убытка отчетного года недостаточно, в балансе оставляют непокрытый убыток. Если у организации отсутствуют источники для погашения убытков, то учредители общества могут принять решение покрыть их за счет дополнительных взносов Архивная копия от 11 ноября 2017 на Wayback Machine.

## Отражение нераспределённой прибыли (непокрытого убытка) в бухгалтерской отчётности
Нераспределённая прибыль (непокрытый убыток) за отчетный год отражаются по строке 2400 «Чистая прибыль (убыток)» Отчета о финансовых результатах.
Сальдо нераспределённой прибыли (непокрытого убытка) учитывается по строке 1370 «Нераспределённая прибыль (непокрытый убыток)» Баланса (Приложение № 1 к Приказу Минфина России от 02.07.2010 N 66н). Промежуточные дивиденды, выплаченные в течение года, за который подготавливается бухгалтерская отчетность, отражаются обособленно (т.е. по отдельной строке) в годовом бухгалтерском балансе в разделе «Капитал и резервы» (в круглых скобках) (Письмо Минфина России от 19.12.2006 N 07-05-06/302). Движение нераспределённой прибыли (непокрытого убытка) в течение отчетного периода отражается в Отчете об изменениях капитала (Приложение № 2 к Приказу Минфина России от 02.07.2010 N 66н) Архивная копия от 30 ноября 2016 на Wayback Machine.